# Lubor Niederle
Lubor Niederle, född 20 september 1865 i Klattau, död 14 juni 1944 i Prag, var en tjeckisk fornforskare.
Niederle blev 1898 professor i arkeologi och etnografi vid Prags tjeckiska universitet. Han författade en mängd verk i antropologi, etnografi och arkeologi, särskilt rörande Böhmen. Hans främsta verk är det monumentala arkeologiska arbetet Slovanské starožitnosti (flera delar, 1902 och senare, fransk översättning och bearbetning "Manuel de l'antiquité slave", 1923 och senare) jämte det kompletterande Zivot starých slovanů. Han redigerade från 1898 "Věstnik slovanských starožitnosti" och från 1901 "Věstnik slovanské filologie a starožitnosti". I samlingsverket "Enciklopedyij slavjanskoj filologii" författade han den etnografiska översikten Obozrěnie sovremennago slavjanstva (1909).

## Övriga skrifter i urval
- Nástín dějín anthropologie (Utkast till antropologins historia, 1889)
- Přispěvky k anthropologii zemi českých (Bidrag till de böhmiska ländernas antropologi, 1891)
- Lidstvo v době předhistorické se zvláštním zřetelem na země zlovanské (Människosläktet i förhistorisk tid, särskilt i slaviska länder, 1893-94)
- O pŭvodu Slovanŭ (1896)
- Zur Frage über den Ursprung der Slaven (1899)